# Nyam-Osor Naranbold
Nyam-Osor Naranbold, född 22 februari 1992 i Bayanjargalan, är en mongolisk fotbollsspelare som spelar (anfallare) för Khoromkhon i Mongoliska Premier League och mongoliets landslag. 
Han debuterade i mongoliska landslaget 23 juli 2014 då Mongoliet förlorade mot Guam med 0-2 i första omgången av Östasiatiska mästerskapen. Nyam-Osor Narambold är den bästa målskytten i det mongoliska landslaget genom tiderna med sina 9 mål i landslagströjan. Hans första landslagsmål gjorde han den 4 juli 2016 när Mongoliet besegrade Nordmarianerna med 8-0. Han deltog i Mongoliets landslag i kvalen till Världsmästerskapet i fotboll 2018, Världsmästerskapet i fotboll 2022 och Världsmästerskapet i fotboll 2026.